# José da Costa Nuñes
José da Costa Nuñes, portugalski rimskokatoliški duhovnik, škof in kardinal, * 15. marec 1880, Candelaria, † 29. november 1976.

## Življenjepis
26. julija 1903 je prejel duhovniško posvečenje.
16. decembra 1920 je bil imenovan za škofa Macaua; 20. novembra 1921 je prejel škofovsko posvečenje.
Med 11. decembrom 1940 in 16. decembrom 1953 je bil nadškof Goe e Damãoa. Istega dne je bil imenovan za naslovnega nadškofa Odessusa in za vice-komornika Apostolske zbornice.
19. marca 1962 je bil povzdignjen v kardinala in bil imenovan za kardinal-duhovnika S. Prisca. Istega dne je odstopil s položaja vice-komornika.